# Ikire
Ikire est une ville de l'État d'Osun au Nigeria.